# Chiesa di San Zeno in Oratorio
La chiesa di San Zeno in Oratorio,  conosciuta anche con il nome di chiesa di San Zenetto, è un luogo di culto cattolico che sorge nel quartiere di San Zeno a Verona, a pochi passi da Castelvecchio; fa parte della diocesi di Verona.
Tale nome fu assunto solo a partire dal XVI secolo, mentre precedentemente la chiesetta era detta "San Zeno Oratore" o "San Zeno Orante", in quanto tradizionalmente sorge nel luogo preferito da San Zeno, che lì si ritirava per pregare e pescare seduto su un grosso masso.

## Storia
La chiesa sorse nei pressi di quello che fin dall'antichità era considerato un asse stradale suburbano molto importante, la via Gallica per Brescia, non distante dal punto in cui questa si separa dalla via Postumia. La strada per Brescia assunse in età imperiale e nella tarda antichità ancora maggiore rilievo, in quanto troncone di quel tracciato che conduceva da Milano ad Aquileia; la persistenza di questo percorso, su cui la chiesa affacciava, è documentata anche in età medievale, quando venne edificato il piccolo edificio. Tra il I e il IV secolo, inoltre, in quest'area era attiva una vasta necropoli tanto che nel corso di alcuni scavi archeologici sono state rinvenute un'ottantina di tombe, fatto che spiega la presenza di diversi manufatti romani reimpiegati all'interno della chiesetta.
Le vicende relative alla fasi edificatorie più antiche della chiesa sono controverse, in quanto l'edificio nel suo aspetto attuale è stato ricostruito in stile romanico nel XII secolo a seguito del catastrofico terremoto di Verona del 1117, tuttavia alcuni storici ipotizzano che la fondazione dell'edificio risalga al VII o VIII secolo. Tra la fine del XIII e l'inizio del XIV secolo l'edificio venne ampliato con la costruzione delle due navate laterali, inaugurando quindi un periodo di fortuna come suggellato dall'inserimento nel 1323 e nel 1336 nell'elenco delle chiese parrocchiali cittadine. Nei secoli successivi la parrocchia visse un periodo di quiete e l'edificio si arricchì di numerose opere d'arte, anche se subì probabilmente dei danni in occasione di alcune piene dell'Adige.
La chiesa venne soppressa nel 1807 da un decreto napoleonico e rimase chiusa fino al 1816, quando il Vescovo di Verona Innocenzo Maria Liruti decretò la riapertura come rettoria della parrocchia di San Zeno. Tra XIX e XX secolo subì diversi danni, in particolare durante l'inondazione dell'Adige del 1882, quando venne invasa dall'acqua e dal fango, durante la seconda guerra mondiale, quando venne danneggiata dall'esplosione che coinvolse il vicino ponte di Castelvecchio, e infine nel 1957, quando crollò la navata orientale e l'adiacente oratorio, successivamente messi in pristino.

## Descrizione

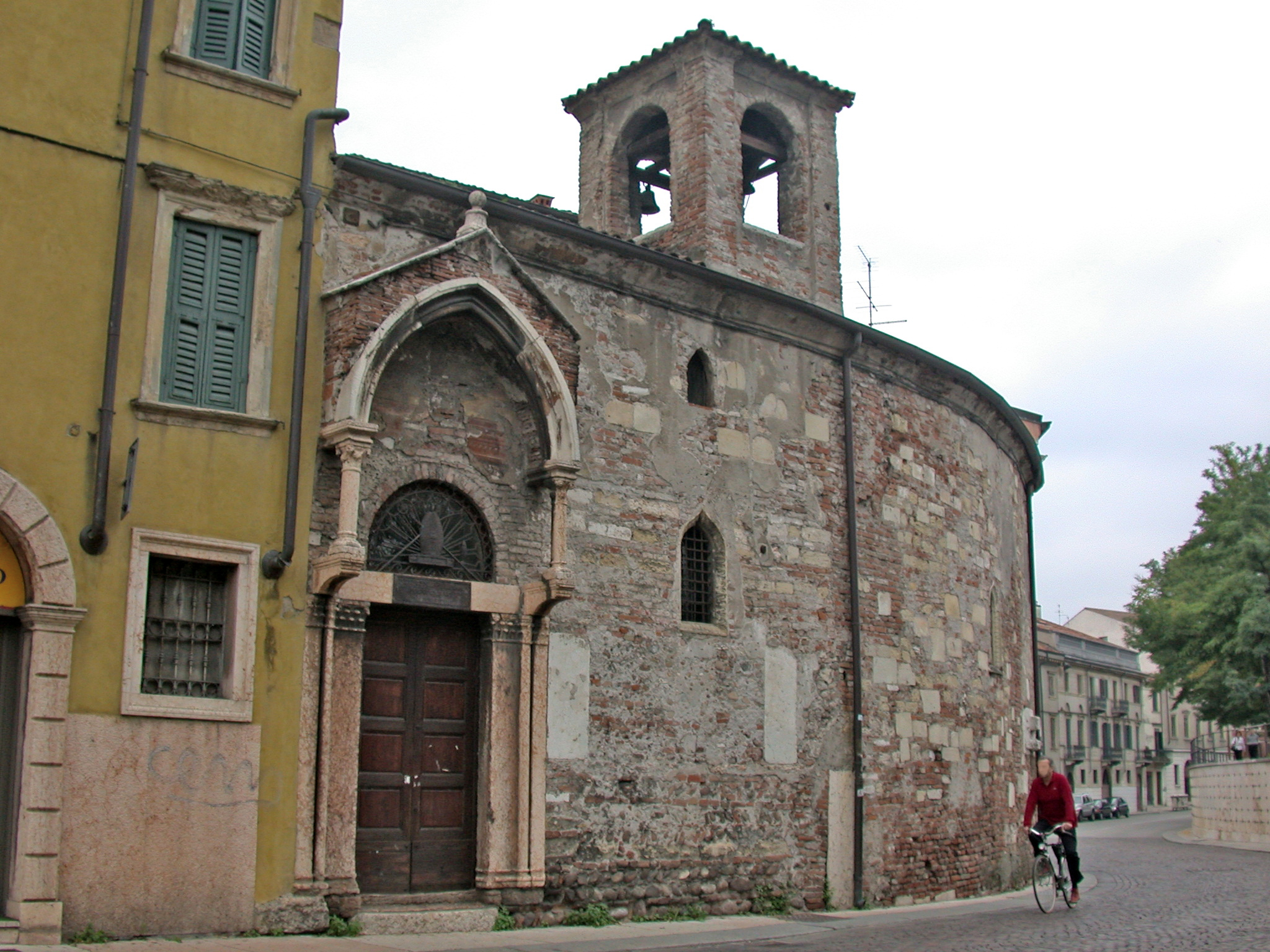
L'ingresso secondario alla chiesa, rivolto verso Castelvecchio

La chiesa è inserita all'interno di un complesso edilizio, per cui verso ovest risulta visibile solamente il muro e il portale di accesso al sagrato e alla facciata della chiesa, mentre verso est si mostra un prospetto curvilineo in cui si possono leggere alcuni elementi preromanici e romanici inglobati nella muratura, si aprono piccole finestre medievali e un ingresso secondario in marmo rosso di Verona con protiro pensile, e infine svetta un piccolo campanile settecentesco.
L'ingresso al sagrato della chiesa avviene quindi per mezzo di un portale marmoreo gotico, installato nel 1827 e proveniente dalla demolita chiesa di Sant'Antonio di Vienne, e ai cui lati furono collocate nel 1830 due statue settecentesche opera di Francesco Zoppi e raffiguranti san Zeno e san Pietro Martire. La facciata a salienti della chiesa, edificata in mattoni di laterizio, è orientata verso occidente. Al suo centro si apre il portale d'ingresso rettangolare, sovrastato da una lunetta decorata con una Vergine con Bambino che in passato, come rivelano i segni sulla muratura, era protetta da un protiro pensile. Poco più in alto si apre un rosone che illumina lo spazio interno, mentre ai lati, in corrispondenza delle navatelle laterali, si trovano due alte finestre che si chiudono con un arco acuto trilobato.

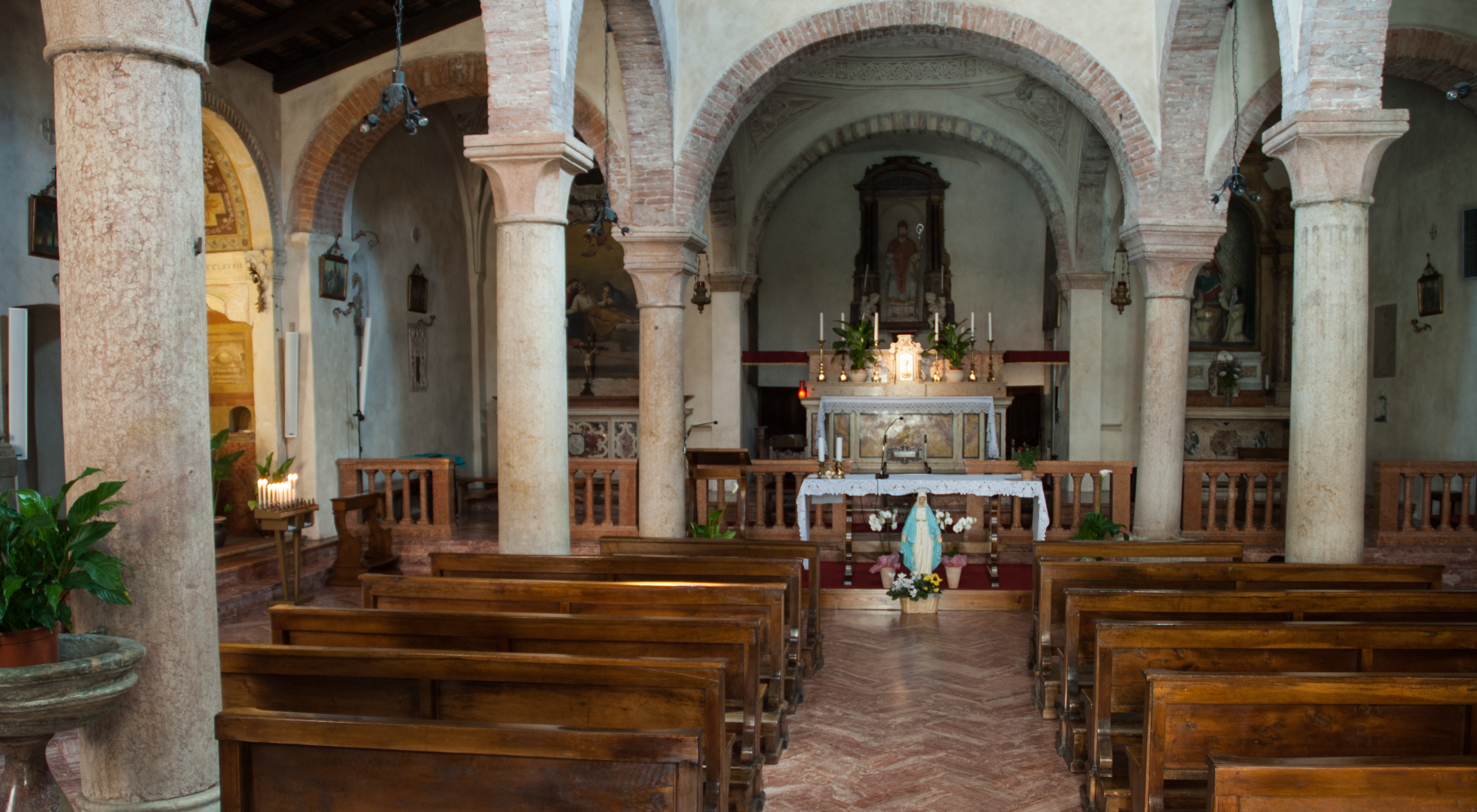
L'interno, suddiviso in tre navate, della chiesa

La chiesa presenta una pianta di tipo basilicale a tre navate suddivise da due file di colonne separate da archi a tutto sesto, e terminante con un presbiterio rialzato di due gradini rispetto al resto della chiesa e separato da essa tramite balaustra e una serie di tre arcate a sesto ribassato, una per ogni navata. Il presbiterio si conclude con una piccola abside mentre le navatelle laterali con gli altari della Madonna (a destra) e di San Giuseppe (a destra); lungo la parete esterna della navata sinistra, inoltre, si aprono due cappelle con gli altari dedicata all'Immacolata e al beato Giacomo Salomoni. La navata maggiore ha una copertura a due falde impostata su capriate lignee a vista, mentre le navate laterali hanno un unico spiovente su semplice travatura. La campata centrale del presbiterio è coperta da una cupola in muratura con lanterna sommitale, mentre quelle laterali e l'abside sono coperte da volte a crociera in muratura.
L'austero spazio interno, caratterizzato dalla soffusa illuminazione naturale, presenta le pareti intonacate e conservanti alcuni lacerti di affreschi, di cui uno sul lato del presbiterio raffigurante un personaggio femminile e datato al XII secolo, e uno raffigurante una Crocifissione della fine del XIV secolo. Dell'inizio dello stesso secolo è la statua in tufo di san Zeno, posta in una nicchia al centro dell'abside.

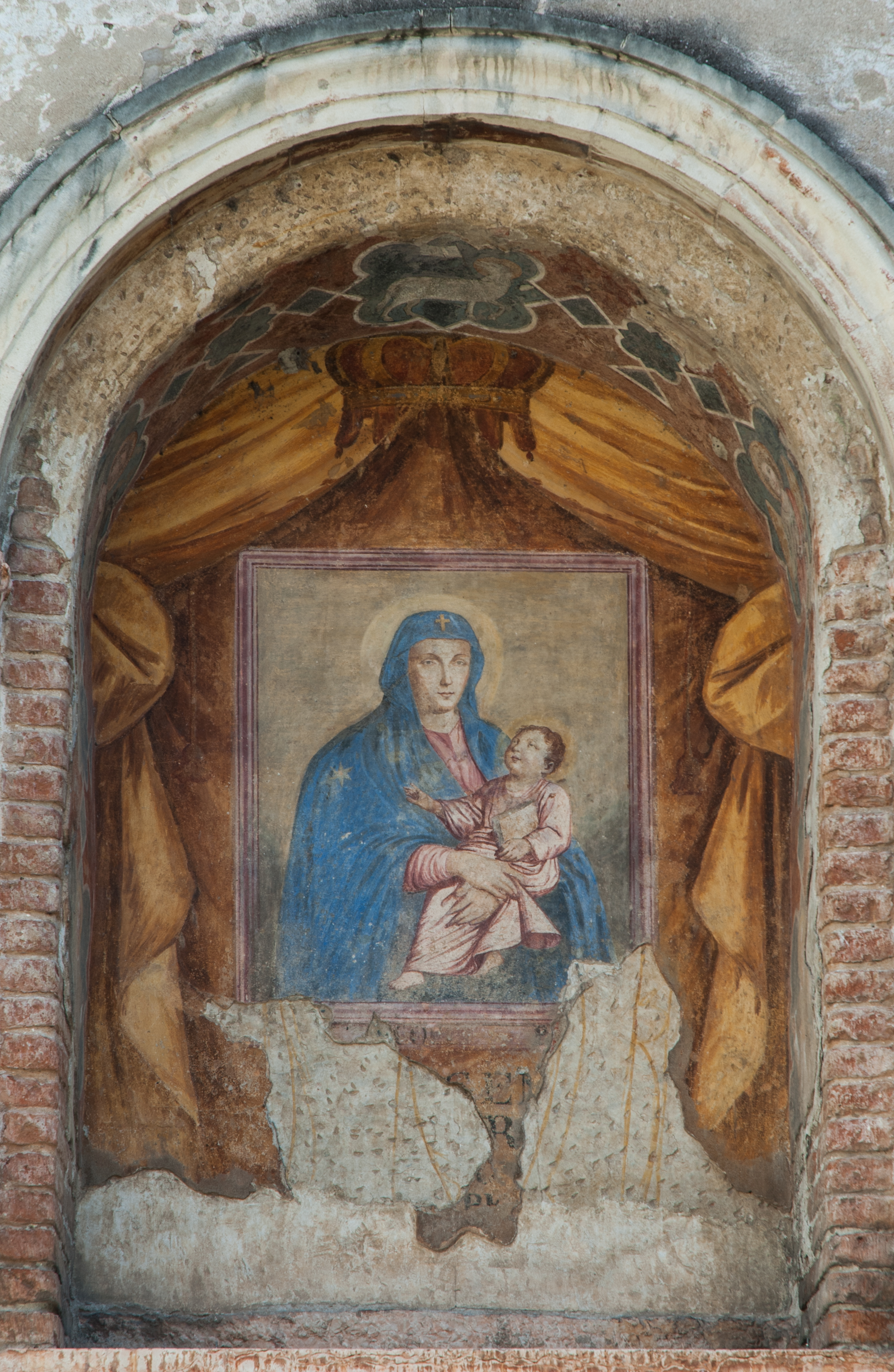
Dettaglio della lunetta
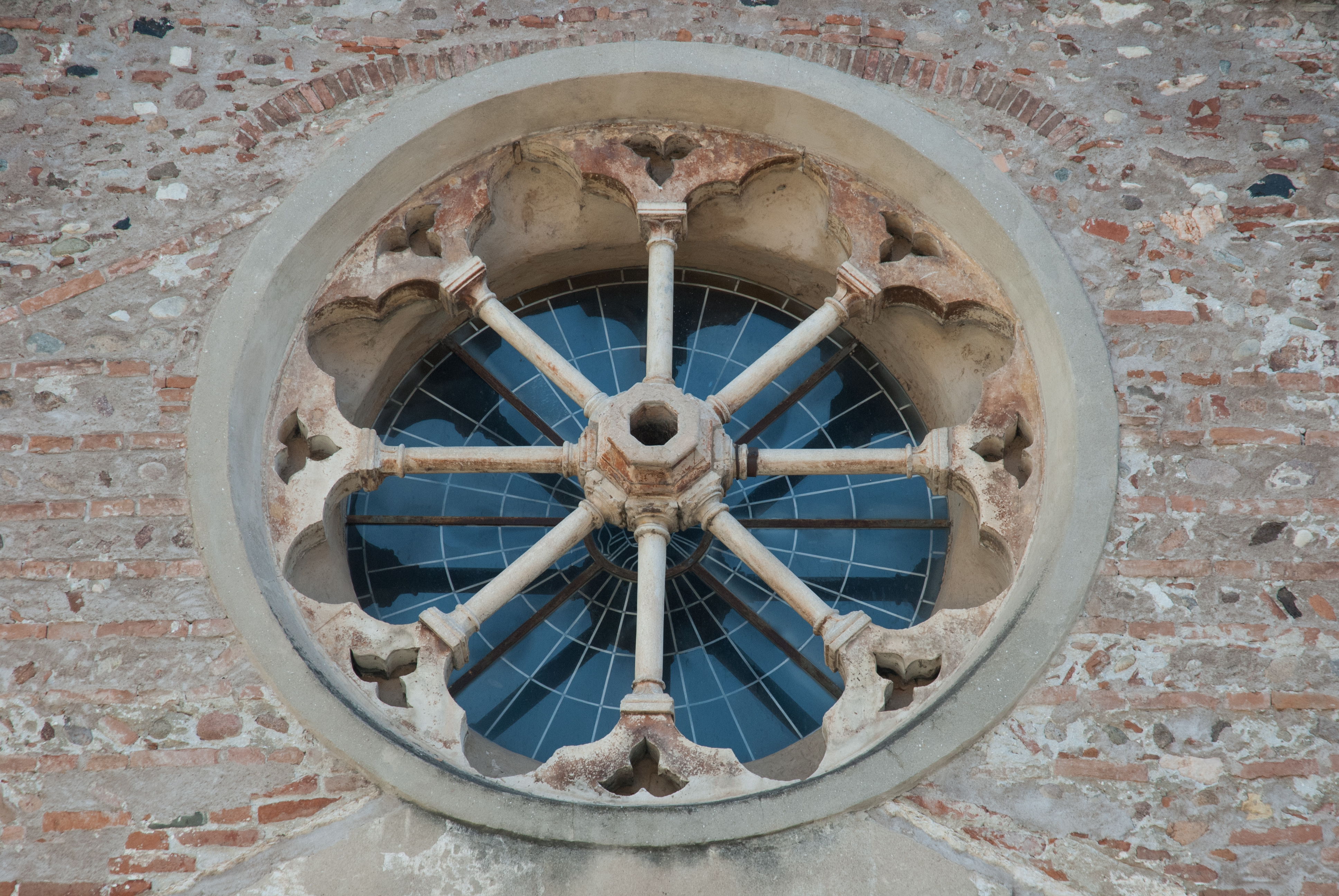
Dettaglio del rosone
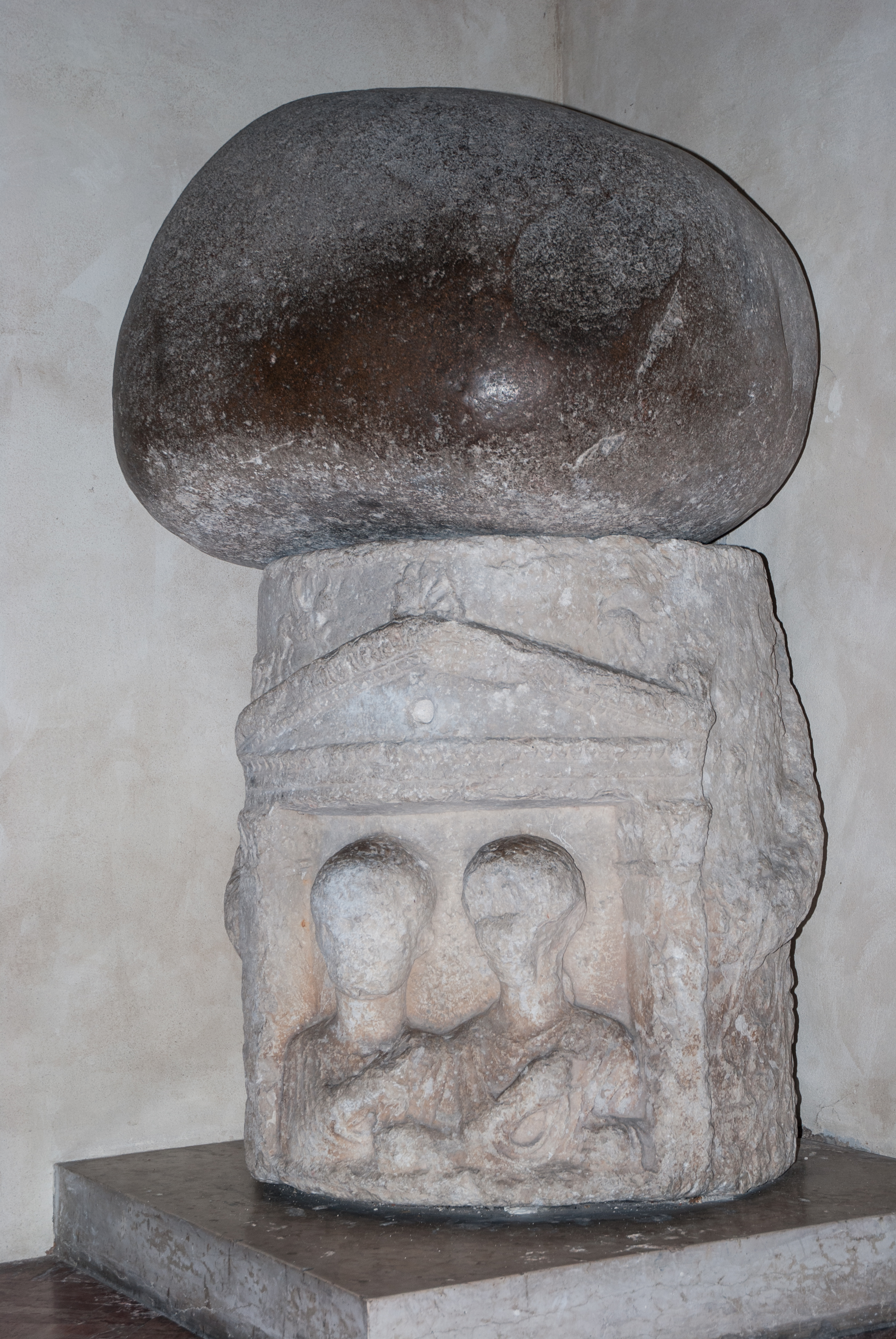
La pietra su cui sedeva, mentre pescava, san Zeno